# 劉順達 (1950年)
劉順達（英語：Sidney Liu；：／ Yu Sundal，1950年11月3日—），是韓國華僑出身的臺灣作家、翻譯家、傳譯，前中華民國外交部外交官及前行政院新聞局職員，歷經兩任中華民國總統之韓語口譯工作:5，亦為第一位在韓國獲得政治學博士學位的華僑。

## 經歷
劉順達出生於韓國慶尚北道高靈郡。就讀韓國漢城華僑中學高中部後，其於1973年畢業自慶北大學師範學院英語教育系，畢業後前往台灣就讀私立中國文化學院（現中國文化大學）民族與華僑研究所，應教育部等部門及民間組織聘請，擔任韓國各界訪台人士的翻譯、接待工作，並進入太平洋文化基金會任職:14,17。1976年發表碩士論文《韓國華僑教育之研究》後，於1978年獲文化學院民族華僑所碩士學位。
1981年，劉順達獲選拔為大韓民國政府邀請外國籍獎學生（대한민국 정부 초청 외국인 장학생），入讀慶北大學研究所政治學科，1985年發表博士學位論文《朴正熙總統統治理念研究》（박정희대통령의 통치이념 연구），並以此文成為第一位華僑出身的韓國大專院校政治學博士，後於1986年畢業。獲得博士學位後，劉順達先後於行政院新聞局、中韓經濟委員會等機構任職:60-61，兩度擔任時任總統蔣經國之韓語傳譯:4-5。

### 外交部經歷
1989年3月:60-61，劉順達以韓國問題專家身分:15,18，透過留學生回國服務之名義返台進入中華民國外交部服務:60,65，入部之初擔任專員:13，從事外交生涯期間之所屬單位為亞太司，先後擔任總統李登輝及副總統、行政院院長及各部會首長之韓語傳譯:208。
1991年7月，劉順達首次外派，至中華民國駐釜山領事館擔任副領事，直至1992年台韓斷交、該館撤館為止:60,65。1992年－1997年間，其改調至駐泰國台北經濟貿易辦事處（現駐泰國台北經濟文化辦事處）:243，先後任職於簽證組及政務組:175，離泰時官至二等秘書:15,18。返台後曾從亞太司暫調至領事事務局:208，任該局第三組文件證明小組長約2年:35。2001年7月24日後，劉順達再度駐韓，至駐韓國台北代表部服務至2004年4月17日:105，任該代表部業務組組長:13，官至一等秘書:15,18，並於同年退休。

## 個人生活
劉順達的父親為籍貫山東省的華僑，母親為韓國人，其兄劉順福亦為中華民國外交部前職外交官，於2006年退休，兄弟兩人從事了多本韓語書籍的中文翻譯工作。劉順達與諶倫宜成婚，育有一名女兒劉心怡。